# Via Tiberina
La via Tiberina era un'antica strada romana, che da Roma, risalendo la sponda destra della valle del Tevere, attraversava i territori delle citta' stato di Veio, Capena, oltrepassava la foce del Treja presso Faleri Veteres congiungendosi alla via Flaminia proseguendo verso Ocriculum in Umbria.

## Storia
La via Tiberina, che deve il nome al suo percorso che segue quello del Tevere (Tiber), è una delle vie più antiche di Roma: sebbene di essa si trovino riferimenti solo in documenti di epoca costantiniana, il suo utilizzo è testimoniato fin dalla preistoria, come insieme di tratturi che collegavano i centri arcaici dislocati lungo il fiume, svolgendo quindi un ruolo di via di grande comunicazione, analogamente a quanto avvenne sull'altra sponda per un  tratto del basso corso del Tevere con la Via Salaria.
Si ipotizza inoltre che la Tiberina coincidesse in zona con la Via Campana, strada utilizzata dagli Etruschi fin dal VII secolo a.C. per trasportare nell'entroterra il sale estratto dal Campus salinarum alla foce del Tevere.
Nel corso del IV secolo a.C. Roma, vinta definitivamente la città di Veio e i suoi alleati falisci e capenati, si mosse alla conquista e all'occupazione permanente e sistematica del territorio degli sconfitti: la Tiberina fu riadattata alle nuove esigenze romane, modificandone anche l'antico tracciato che, di fatto, assunse il percorso che ha mantenuto fino all'epoca moderna. L'opera di ristrutturazione romana superò in molti punti i limiti dovuti all'orografia del territorio a favore di collegamenti diretti tra i centri di maggiore importanza, come testimonia ad esempio il tratto rettilineo tra la località di Scorano e l'attuale centro abitato di Fiano Romano, del tutto coincidente con quello di epoca romana.
Sebbene perse parte della sua importanza come collegamento con l'Umbria e l'Alta Valle del Tevere con la realizzazione della Via Flaminia, intorno al 220 a.C., la Tiberina rimase comunque, sia in età repubblicana che in quella imperiale, una via rapida e sicura per trasportare i prodotti del fertile territorio circostante verso il mercato romano, nonché un supporto necessario alla navigazione fluviale, e con funzione di viabilità locale. La viabilita' tiberina fino a meta' dell'800 era detta via del Tiro o anche strada per l'Alaggio dove venivano trainate le barche dagli schiavi a mano in risalita controcorrente del Tevere, dalla foce a Roma sino ad Orte.
E tale funzione di collegamento tra l'area del versante occidentale della bassa valle del Tevere e l'Urbe è restata invariata per i secoli seguenti, rappresentando così la Tiberina uno dei principali assi viari per tutti i centri della zona, molti dei quali sorti nel Medioevo lungo il suo percorso, fino all'epoca moderna.

## Percorso
All'inizio del suo controllo da parte di Roma, nella prima epoca repubblicana, la Tiberina partiva dal Pons Sublicius che, a valle dell'Isola Tiberina, collegava l'Urbe alla riva destra del Tevere.
In seguito, con la costruzione della Flaminia, il percorso delle due strade era comune da Ponte Milvio fino a Prima Porta (ad gallinas albas): qui, subito dopo il ponte sul Fosso di Prima Porta, la Tiberina si diramava continuando a seguire il corso del fiume e attraversando l'antico ager capenate arrivava al santuario di Lucus Feroniae. Proseguiva quindi, sempre costeggiando il Tevere, verso la zona dell'attuale Ponzano Romano fino ad oltrepassare il fiume Treja nei pressi di Faleri Veteres. Qui si divideva in due: una branca si ricongiungeva direttamente con la via Flaminia in località Borghetto frazione di Civita Castellana, mentre un'altra oltrepassava il Tevere (forse mediante traghetto) raggiungendo l'antico centro di Poggio Sommavilla e Foglia, proseguendo sulla riva sinistra, si ricongiungeva alla Flaminia poco a sud di Ocriculum.
Lungo il percorso della Tiberina molti e molto significativi i siti archeologici, come ad esempio il santuario di Lucus Feroniae e le molte ville rustiche tra le quali spicca la Villa dei Volusii a Fiano Romano, che testimoniano come essa collegava centri importanti e di primaria rilevanza per la storia della zona.

## Via Alzaia
La via Alzaia poi chiamata via del Tiro o anche strada per l'Alaggio, sono state le strade lungo le rive o ripe del Tevere, che ricalcavano i tracciati della viabilità tiberina, utilizzate per tirare controcorrente le imbarcazioni dalla Foce del Tevere a Roma fino ad Orte, il sistema documentato dall'epoca romana era svolto prima dagli Helciarii poi dal VI secolo fino al XX secolo dai Pilorciatori che, spesso in condizioni disumane o di schiavitu' a forza di braccia tiravano le barche controcorrente con le corde, solo nell'ultimo periodo furono sostituiti dal tiro dei bufali e dai battelli a vapore.

## Infrastrutture e trasporti
La via Tiberina nel Lazio si trova oggi, nella Città metropolitana di Roma Capitale, il suo percorso coincide con la Strada provinciale 15/A  Tiberina.
Il percorso odierno della via Tiberina parte da Roma Prima porta sino a raggiungere i comuni di Riano, Castelnuovo di Porto, Capena, Fiano romano, Nazzano, Torrita Tiberina, Filacciano, Ponzano romano.